# سفارة إيران في الإمارات العربية المتحدة
سفارة إيران في الإمارات العربية المتحدة هي أرفع تمثيل دبلوماسي لدولة إيران لدى الإمارات العربية المتحدة. تقع السفارة في أبو ظبي وهي تهدف لتعزيز المصالح الإيرانية في الإمارات العربية المتحدة.

## وصلات خارجية
- الموقع الرسمي
- قائمة سفارات إيران
- قائمة السفارات في الإمارات العربية المتحدة